# هاينريش بوبوف
هاينريش بوبوف (بالألمانية: Heinrich Popow)‏ (و. 1983  م) هو منافس ألعاب قوى ألماني، ولد في آباي، شارك في الألعاب البارالمبية الصيفية 2012، ودورة الألعاب البارالمبية الصيفية 2008، والألعاب البارالمبية الصيفية 2004.

## جوائز
حصل على جوائز منها:

ورقة شجر الغار الفضية

## روابط خارجية
- هاينريش بوبوف على موقع Paralympic.org (الإنجليزية)
- هاينريش بوبوف على موقع IPC.InfostradaSports.com (مؤرشف) (الإنجليزية)
- هاينريش بوبوف على موقع الفريق الألماني للألعاب البارالمبية (الألمانية)